# Plagiodontia aedium
Plagiodontia aedium là một loài động vật có vú trong họ Capromyidae, bộ Gặm nhấm. Loài này được F. Cuvier mô tả năm 1836.